# Muscari kerkis
Muscari kerkis är en sparrisväxtart som beskrevs av Karlén. Muscari kerkis ingår i släktet pärlhyacinter, och familjen sparrisväxter. Inga underarter finns listade i Catalogue of Life.